# Alfons Verbist (1888-1974)
Petrus Alphonsus (Alfons) Verbist (Itegem, 15 september 1888 - Bonheiden, 24 oktober 1974) was een Belgisch Vlaamsgezind onderwijzer, pedagoog en politicus voor achtereenvolgens de Katholieke Partij, het Katholiek Verbond van België, de KVV en ten slotte de CVP .

## Levensloop
Hij was zoon van Carolina Goyvaerts en Jan Baptist Verbist. Als zoon van een broodbakker, haalde hij in 1907 het diploma van onderwijzer aan de Katholieke Normaalschool te Mechelen, en werd er in 1912 leraar.
Hij kwam in contact met de katholieke Vlaamse studentenbeweging en met de plaatselijke christelijke arbeidersbeweging en voerde van daaruit in 1919 samen met Philip Van Isacker de vervlaamsing en democratisering van de Katholieke Partij door. Hij weigerde de door het ACW aangeboden plaats op de katholieke Kamer-kieslijst voor de verkiezingen van 1919, maar werd wel plaatselijk ACW-voorzitter. Pas in 1926 aanvaardde hij voor het eerst een politiek mandaat, nadat hij als lijstduwer met een recordaantal voorkeurstemmen tot gemeenteraadslid verkozen was. Ondertussen studeerde hij pedagogie en musicologie, onder andere in Berlijn en Keulen, en in 1931 promoveerde hij aan de Rijksuniversiteit Gent tot doctor in de opvoedkunde.
In 1932 werd Verbist schepen van Mechelen, wat hij bleef tot in 1938. Ten tijde van de schoolkwestie werd Verbist in 1932 ook lid van de Senaat als rechtstreeks gekozen senator voor het kiesarrondissement Mechelen-Turnhout, wat hij bleef tot in 1939. In 1935 werd hij voorzitter van de Katholieke Vlaamse Senaatsgroep. Na de nederlaag van de katholieke standenpartij bij de parlementsverkiezingen van 1936 bereidde hij mee de hervorming tot Katholieke Vlaamse Volkspartij (KVV) voor, en hij werd er de eerste voorzitter van. Hij bleek de geknipte figuur om een brug te slaan naar het Vlaams Nationaal Verbond (VNV) en lag aan de basis van het Beginselakkoord van december 1936 tussen beide partijen. Omdat hij zich concentreerde op de nationale politiek, stelde hij zich niet meer kandidaat voor de gemeenteraadsverkiezingen van 1938. Wel was hij in Mechelen de architect van een controversiële 'Rechtse Concentratie' van KVV, VNV en Rex; deze 'concentratiegroep' zou trouwens na de gemeenteraadsverkiezingen van 1938 samen met twee afgescheurde liberalen in Mechelen aan de macht komen. Van 1939 tot 1961 zetelde hij voor het arrondissement Mechelen in de Kamer van volksvertegenwoordigers.
Na de Tweede Wereldoorlog was Verbist een van de grondleggers van de CVP in 1945. Reeds in september 1944 had hij als een van de eersten geprotesteerd tegen de excessen van de repressie. Hij steunde mee de oprichting van het Centrum Harmel, dat zou waken over de schoolvrede in het land. Toen op 20 maart 1947 de katholiek-socialistische regering-Spaak III tot stand kwam, werd hij Minister van Volksgezondheid en Gezin. Reeds na 20 maanden, op 27 november 1948, viel de regering over de amnestiekwestie. Tijdens de Koningskwestie sprong hij in de bres voor Leopold III; diens aftreden was voor Verbist een ontgoocheling. In 1950 werd hij voorzitter van de heropgerichte maar kortstondige Katholieke Vlaamse Kamergroep. Als lid van de Raadgevende Interparlementaire Beneluxraad bereidde hij vanaf 1957 het Benelux-Unieverdrag van 1960 mee voor. Na zijn late huwelijk in 1958 trok hij zich geleidelijk uit de politiek terug. In 1959 verdween hij uit de Mechelse gemeenteraad, waar hij sinds 1946 opnieuw lid van was, en in 1961 verdween hij uit het parlement.
Van 1958 tot 1968 was hij voorzitter van de Kristelijke Bonden van Gepensioneerden (KBG).

## Muziek
De titel van zijn proefschrift, De psychologie van het toontreffen, verwees naar de muziekwereld waarin hij actief bleef. Hij was daarin de eerste die een proefschrift op dat vlak verdedigde. In 1935 richtte hij met Lucy Gelber het "Seminarie voor muziekopvoeding" op. In 1955 begon hij met het blad Tijdschrift voor muziekopvoeding. Hij bouwde dat op conform zijn eigen nieuwe inzichten, waarvoor hij zelf nog termen moest bedenken. Op het muziekgebied publiceerde hij:
- 1947-1952: Handleiding der muziekopvoeding boor lager-, middelbaar- en normaalonderwijs (drie delen, later nog herzien en uitgebreid, waarbij Gelber het deel over het kleuteronderwijs voor haar rekening nam)
- 1963: Muziekpedagogische studiën
- 1963: Geest en leest der muziekopvoeding
- 1966: Pedagogische sfeer